# Gerhard Schwarz (Philosoph)
Gerhard Schwarz (* 6. Oktober 1937 in Wien; † 26. April 2022) war ein österreichischer Universitätsdozent, Philosoph, Gruppendynamiktrainer, Sozialwissenschaftler und Publizist.

## Leben
Nach dem Studium der Naturwissenschaften, der Theologie und Philosophie promovierte er mit einer Arbeit über Humor und Liebe.
Nach zehn Jahren Assistententätigkeit habilitierte er sich 1969 für das Fach Philosophie an der Universität Wien und 1979 für das Fach Gruppendynamik an der Universität Klagenfurt. Ab 1970 war Schwarz als Privatdozent an Universitäten und freiberuflich als Berater, Konfliktmanager, Trainer und Forscher tätig.
Die Religionsphilosophie, über die er mehrfach in Wien und Klagenfurt gelesen hat, brachte er in Zusammenhang mit den Fragen, die bei Konflikten und bei Entwicklungen in Organisationen auftreten: Sinn des Lebens und der Organisation, Selbstbestimmung in und außerhalb von Hierarchien, was ist wahr und wann ist eine Entscheidung richtig?
Von 2001 bis 2007 moderierte er die Fernsehsendung "Philosophicum" in der Reihe Kreuz und Quer des ORF.
Seit Anfang der 1960er Jahre arbeitete Gerhard Schwarz auf den Gebieten Organisationsentwicklung, Gruppendynamik, Konfliktmanagement, mehrdimensionale Ursachenforschung und Crosscultural-Projekten.
Er war Berater verschiedener Unternehmen. Von seinen vielen Veröffentlichungen fand besonders sein Buch „Die "Heilige Ordnung" der Männer“ Beachtung.

## Schriften
- Was Augustinus wirklich sagte. Fritz Molden, Wien u. a. 1969, Übersetzungen: Span., Ital.
- Raum und Zeit als naturphilosophisches Problem. Herder, Wien u. a. 1972, ISBN 3-210-24439-1 (Zugleich: Wien, Univ., Philos. Fak., Habil.-Schr. 1970), (Auch: WUV Universitäts-Verlag, Wien 1992, ISBN 3-85114-076-1).
- als Herausgeber: Gruppendynamik für die Schule. Beiträge zu einer Sozialpsychologie der Institution Schule (= Pädagogik der Gegenwart. Bd. 114). Jugend und Volk, Wien u. a. 1975, ISBN 3-7141-5355-1.
- als Herausgeber: Gruppendynamik. Geschichte und Zukunft. Festschrift für Traugott Lindner, dem Pionier der Gruppendynamik in Europa, anlässlich seines 70. Geburtstages. WUV Universitäts-Verlag, Wien 1993, ISBN 3-85114-121-0.
- Die „Heilige Ordnung“ der Männer. Patriarchalische Hierarchie und Gruppendynamik. Westdeutscher Verlag, Opladen 1985, ISBN 3-531-11732-7 (Zuletzt als: Die „Heilige Ordnung“ der Männer. Hierarchie, Gruppendynamik und die neue Rolle der Frauen. 5., überarbeitete Auflage. VS Verlag für Sozialwissenschaften, Wiesbaden 2007, ISBN 978-3-531-15498-5).
- Konfliktmanagement. 6 Grundmodelle der Konfliktlösung. Gabler, Wiesbaden 1990, ISBN 3-409-19605-6 (Zuletzt als: Konfliktmanagement. Konflikte erkennen, analysieren, lösen. 8. Auflage. ebenda 2010, ISBN 978-3-8349-1155-1), Übersetzung: Russ.
- als Herausgeber mit Bernhard Pesendorfer: Denkstoff. Ivo Ledergerber, St. Gallen 1997, ISBN 3-906771-11-3.
- Was Jesus wirklich sagte. Molden, Wien u. a. 1971, Übersetzungen: Span., Finn., Norw., (Überarbeitete und ergänzte Neuauflage, 3. Tausend. Edition Va Bene, Wien u. a. 2007, ISBN 978-3-85167-106-3).
- Führen mit Humor. Ein gruppendynamisches Erfolgskonzept. Gabler, Wiesbaden 2007, ISBN 978-3-409-12732-5 (2. überarbeitete Auflage. ebenda 2008, ISBN 978-3-8349-0815-5), Übersetzung: Russ.
- als Herausgeber mit Luca P. Marighetti: Der Reiz der dritten Lebenshälfte. Ein Lesebuch für alle Tage. Tre Torri-Verlag, Wiesbaden 2009, ISBN 978-3-941641-03-7.